# Pyrokinesis

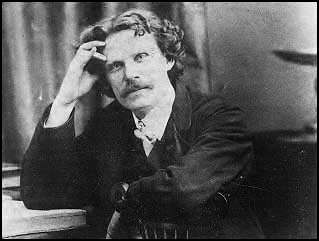
Daniel Dunglas Home bị cáo buộc là một nhà thực hành của pyrokinesis.

Pyrokinesis hay khống hỏa là khả năng ngoại cảm cho phép một người tạo ra và điều khiển lửa bằng tâm trí. Cũng như các hiện tượng cận tâm lý khác, không có bằng chứng thuyết phục nào ủng hộ sự tồn tại thực sự của pyrokinesis. Nhiều trường hợp bị cáo buộc là trò lừa bịp, kết quả của thủ đoạn.